# Тривіальна група
В теорії груп, тривіальною групою називається група, що складається з одного елемента. Цей елемент є одиницею групи, його позначають 0, 1 або e. Тривіальна групу є найпростішою з можливих груп оскільки аксіоми групи вимагають наявності в ній одиничного елемента.
Оскільки всі тривіальні групи є ізоморфними можна говорити про єдину тривіальну групу. Тривіальна група є нульовим об'єктом в категорії груп, тобто вона є одночасно  початковим і термінальним об'єктом .

## Властивості
Тривіальна група є комутативною, нільпотентною, досконалою, повною, циклічною, розв'язною, а також єдиною групою, що є одночасно періодичною і групою без кручень.